# ناوكي هيرانو
ناوكي هيرانو (باليابانية: 平野 直樹) (2 نوفمبر 1965 في أوساكا في اليابان – )؛ هو لاعب كرة قدم سابق كان يلعب كمهاجم.

## وصلات خارجية
- ناوكي هيرانو على موقع عالم كرة القدم.نت (الإنجليزية)